# Lattarico
Lattarico  község (comune) Olaszország Calabria régiójában, Cosenza megyében.

## Fekvése
A megye nyugati részén fekszik. Határai: Bisignano, Fuscaldo, Luzzi, Montalto Uffugo, Rota Greca, San Benedetto Ullano, San Martino di Finita és Torano Castello.

## Története
A település alapítására vonatkozóan nincsenek pontos adatok. Egyes történészek szerint az ókori, bruttiusok által alapított Hetriculum helyén épült fel, amelyről Titus Livius is említést tett írásaiban. Első írásos említése a 14. századból származik Lactorrici néven. A 19. század elején, amikor a Nápolyi Királyságban felszámolták a feudalizmust Montalto Uffugo része lett, majd hamarosan elnyerte önállóságát.

## Népessége
A népesség számának alakulása:

## Főbb látnivalói
- Palazzo Marsico
- San Nicola-templom
- Immacolata Concezione-templom